# Babruisk
Babruisk, Babruysk o Bobruisk (en bielorruso: Бабру́йск; en ruso: Бобру́йск) es una ciudad subprovincial en la provincia de Maguilov en Bielorrusia sobre el río Bereziná. Es el centro administrativo del distrito homónimo sin formar parte del mismo. Tiene una población de 227.000 personas (2000).
El nombre Babruysk proviene probablemente de la palabra babyor bielorruso bielorruso: (бабёр) (castor), que solían habitar en el Bereziná. Sin embargo, los castores en la zona han sido casi eliminados a finales del siglo XIX debido a la caza y la contaminación.
Babruysk ocupa el área de 66 kilómetros cuadrados, y comprende más de 450 calles cuya longitud se extiende por más de 430 km.
Babruysk está situado en el cruce de las vías férreas de Asipovichy, Zhlobin, Kastrychnitski y las carreteras a Minsk, Gómel, Maguiliou, Kalìnkavichy, Slutsk, y Ragachou. Tiene el mayor aserradero de Bielorrusia, y es también conocida por su química y la industria maquinaria.
En 2003, había 34 escuelas públicas en Babruysk, con más de 34.000 alumnos. También hay tres escuelas especializadas en música, danza y artes visuales. Además, hay una escuela de medicina y numerosas escuelas técnicas profesionales.

## Galería

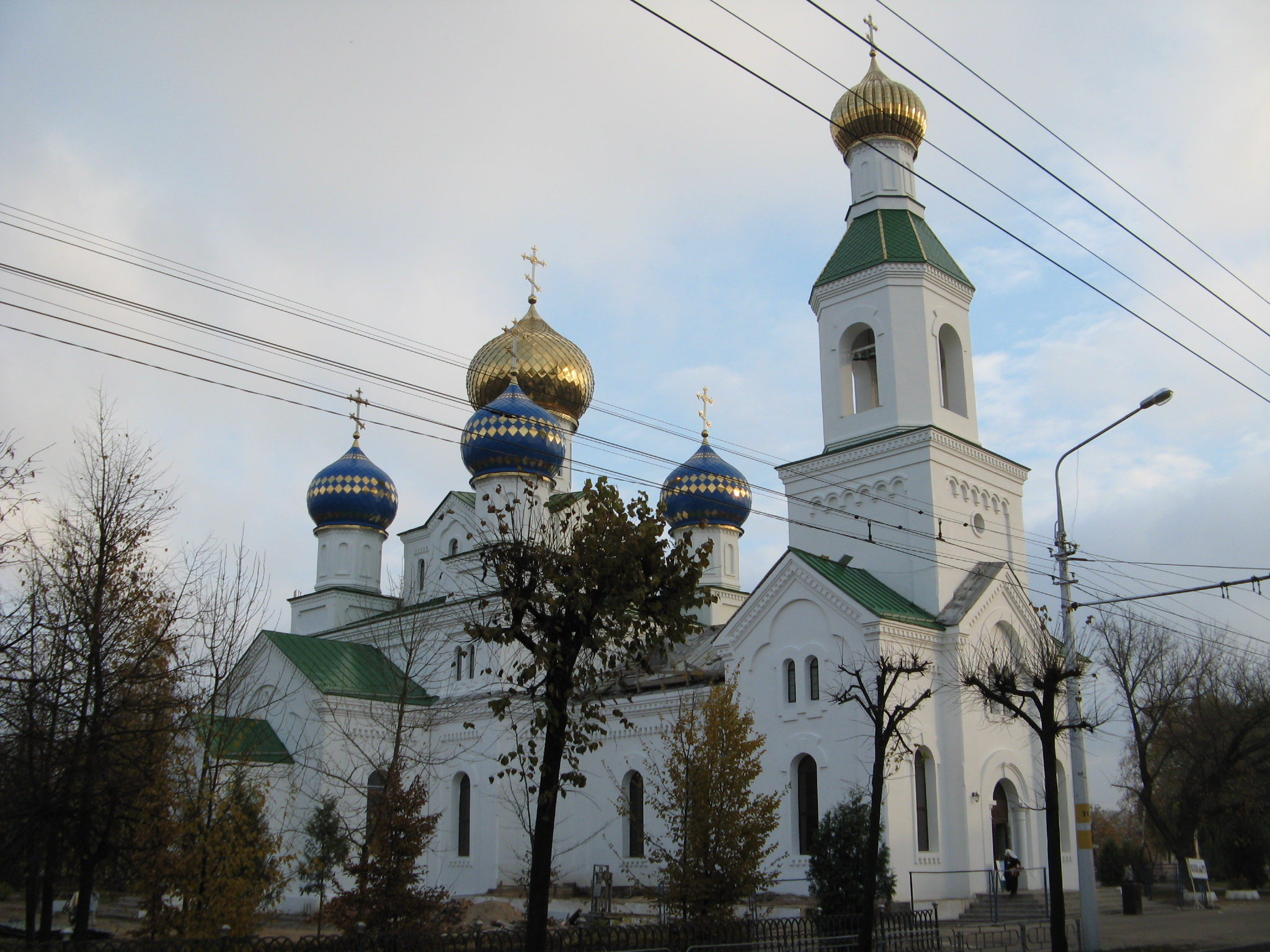
Catedral de Babruysk
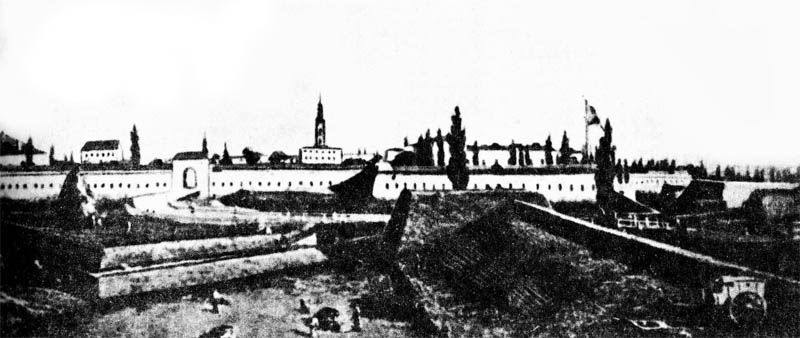
Fortaleza de Babruysk en 1811
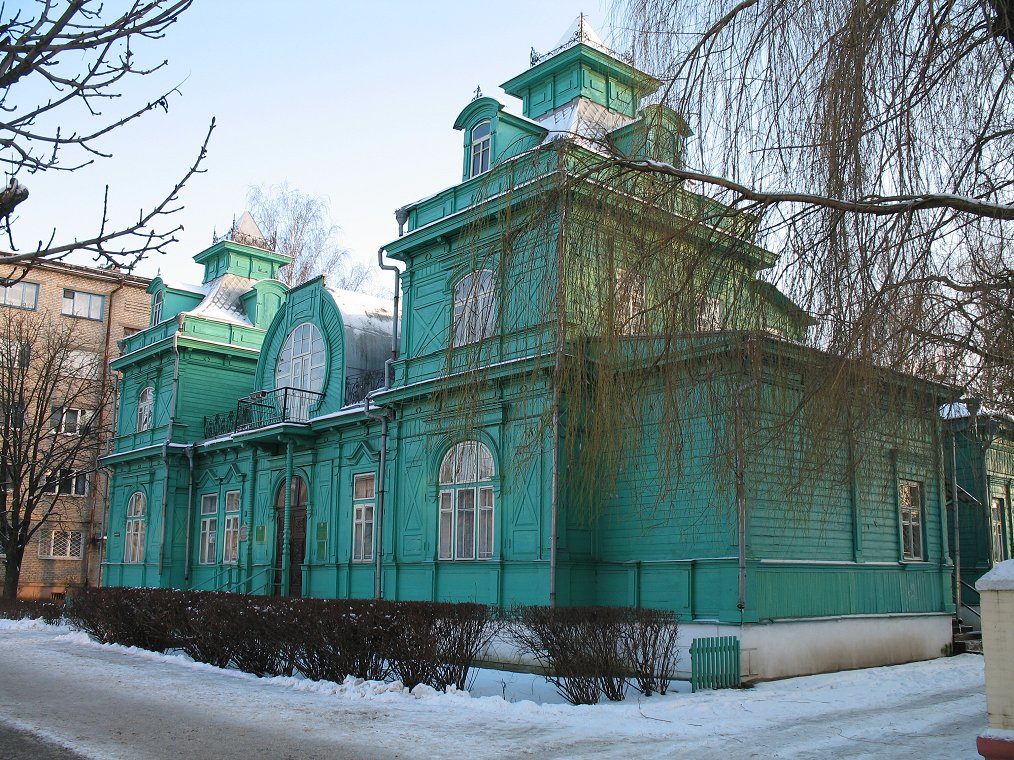
El antiguo edificio de la biblioteca
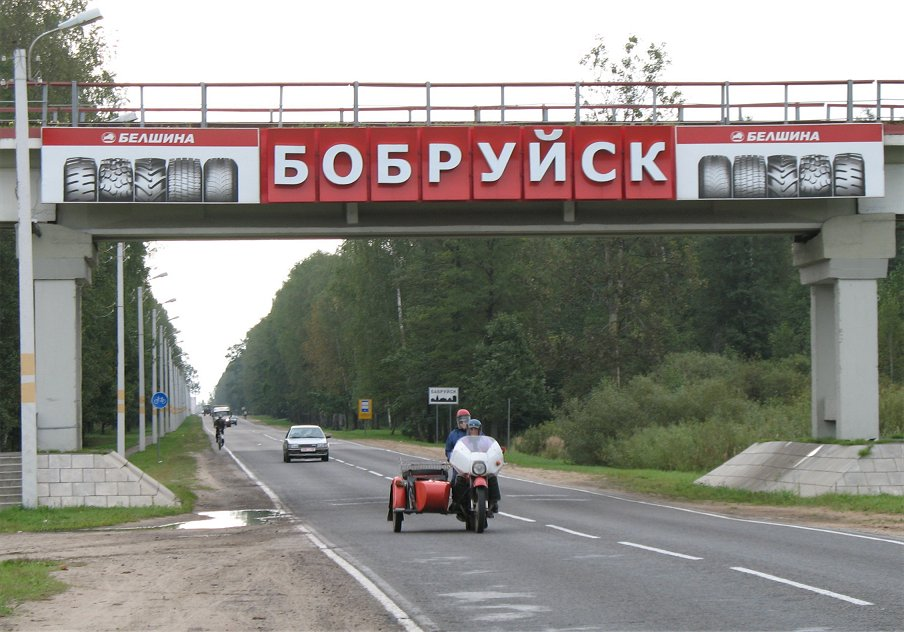
Autopista de Minsk
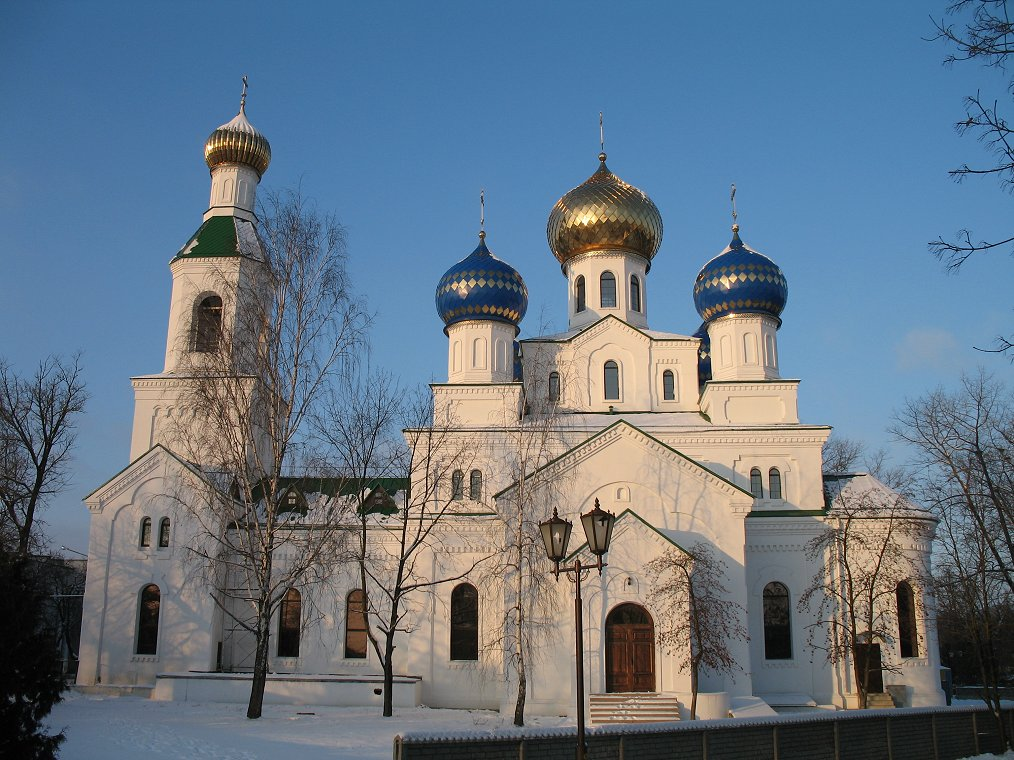
La recién construida (2006-2009) Catedral ortodoxa de San Miguel.
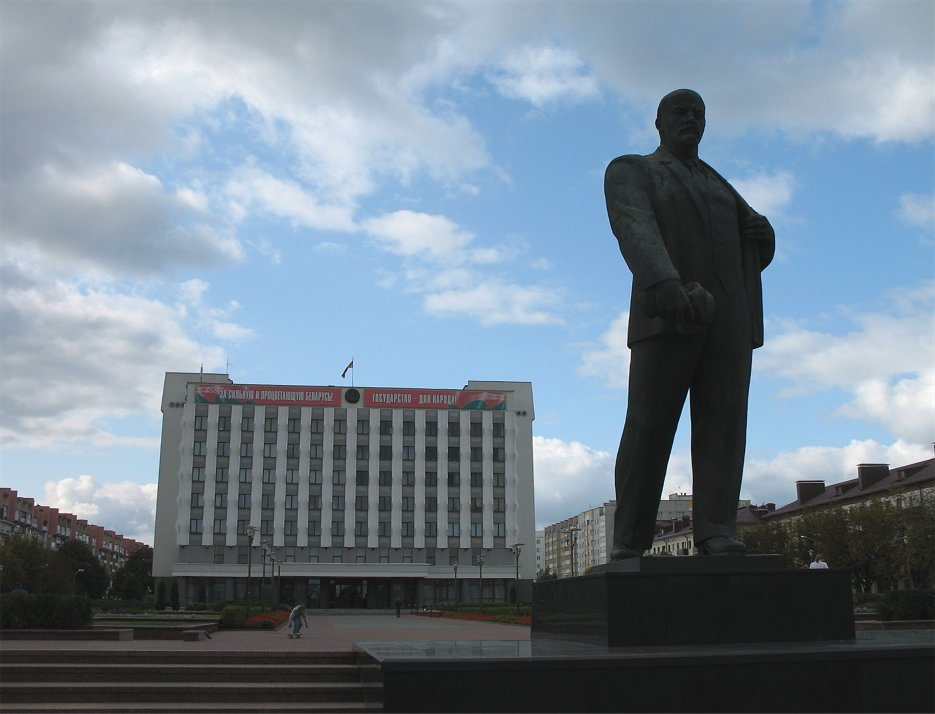
Ayuntamiento de Babruysk y monumento a Lenin.
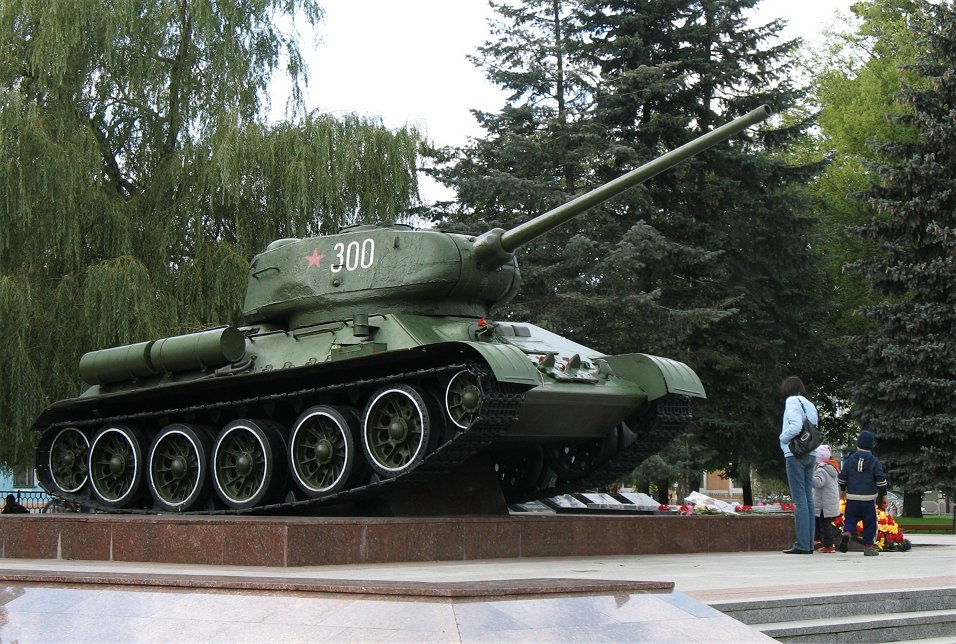
Tanque soviético que conmemora la liberación de la ciudad de los nazis.
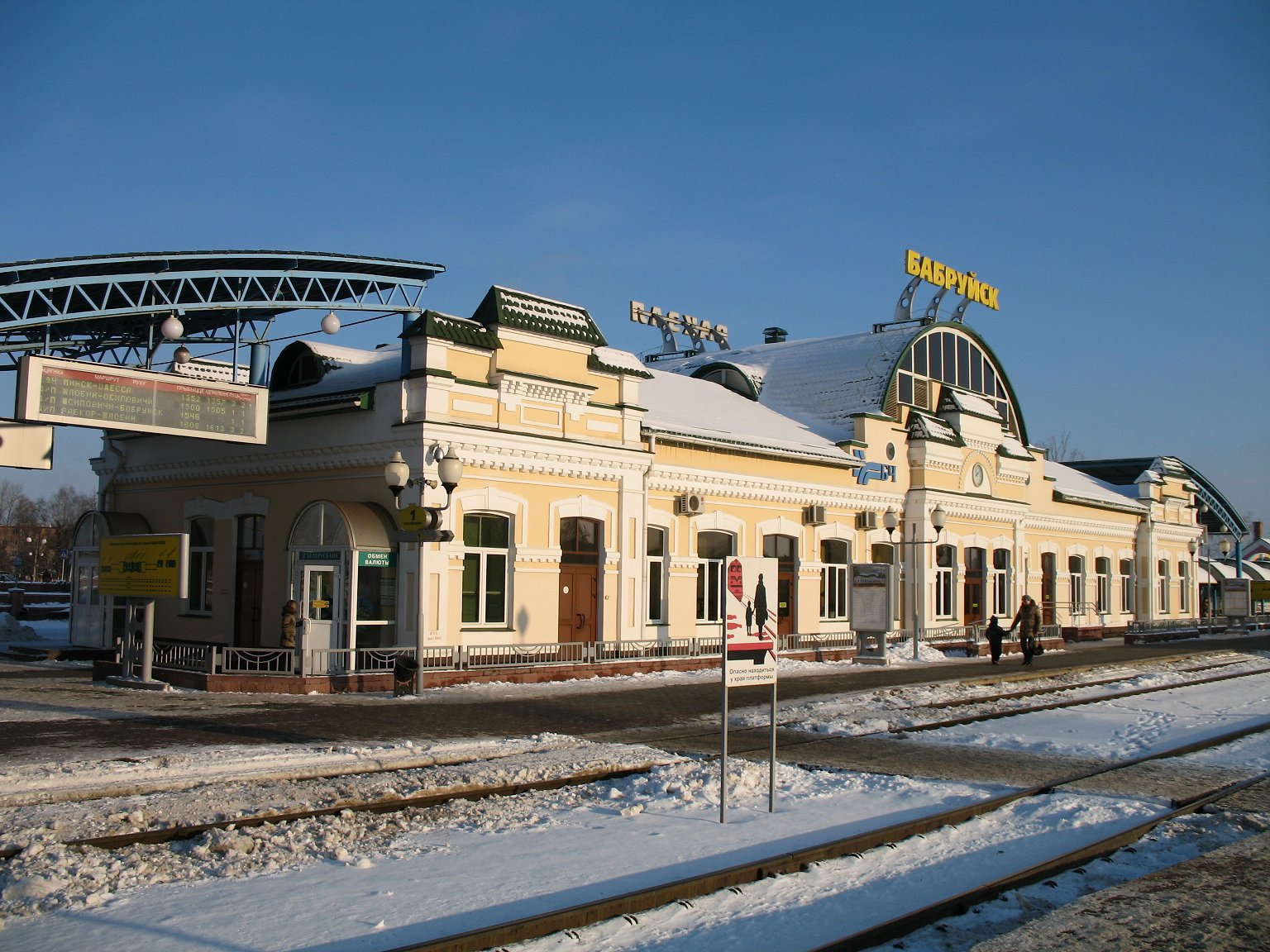
Estación ferroviaria de Babruysk.
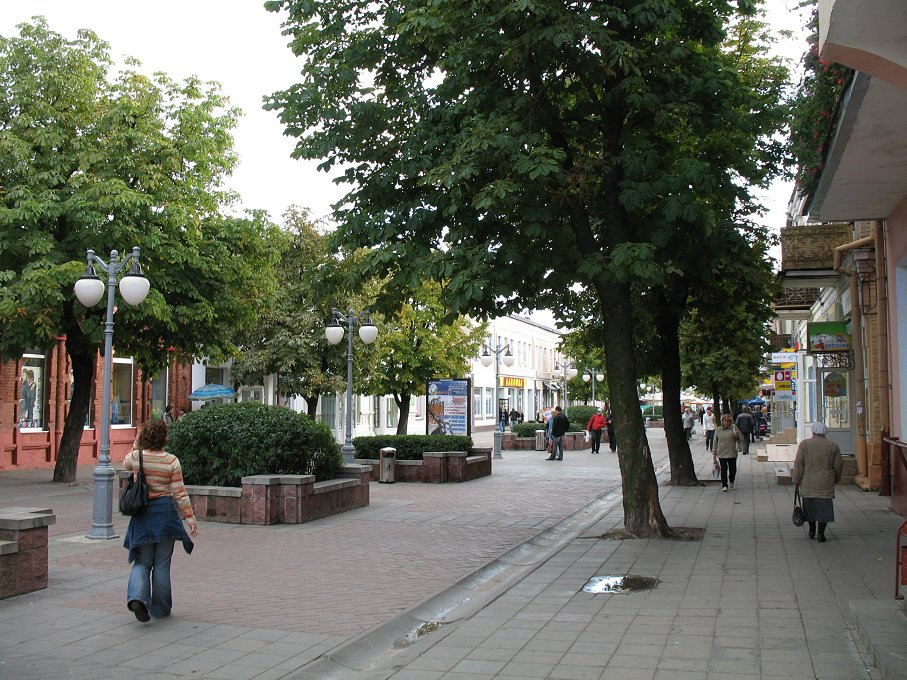
Domingo por la tarde desde la calle peatonal del centro de la ciudad de Babruysk.

## Ciudades hermanadas
Babruisk mantiene un hermanamiento de ciudades con:
- Albany, Nueva York, Estados Unidos.
- Anenii Noi, Moldavia.
- Dniprodzerzhynsk, Ucrania.
- Naro-Fominsk, Central, Rusia.
- Púchov, Trenčín, Eslovaquia.
- Sevlievo, Gabrovo, Bulgaria.
- Vladímir, Central, Rusia.
- Öskemen, Kazajistán Oriental Kazajistán.